# Cloudera
Cloudera Inc. es una compañía que proporciona software basado en Apache Hadoop, soporte y servicios, y formación para grandes clientes.
La distribución open-source de Apache Hadoop, CDH (Cloudera Distribution Hadoop) se enfoca en el desarrollo de esta tecnología para empresas. Según Cloudera más del 50% de los resultados de su ingenieros son donados a diferentes proyectos open source (Apache Hive, Apache Avro, Apache HBase, etc.) que se suman para formar la plataforma Hadoop. Cloudera es también patrocinador de la Apache Software Foundation.

## Historia
Tres ingenieros de Google, Yahoo y Facebook (Christophe Bisciglia, Amr Awadallah y Jeff Hammerbacher, respectivamente) se unieron con un antiguo ejecutivo de Oracle (Mike Olson) para formar Cloudera en 2008. Olson era el CEO de Sleepycat Software, creador del motor de base de datos open source Berkeley DB (comprado por Oracle en 2006). Awadallah venia de Yahoo, donde desarrolló una de las primeras unidades de negocio que usaba Hadoop para análisis de datos. En Facebook Hammerbacher usaba Hadoop para construir aplicaciones de análisis que usaban grandes volúmenes de datos de usuarios.
El arquitecto Doug Cutting, presidente de Apache Software Foundation, desarrolló en open source las tecnologías de búsqueda Lucene y Nutch antes de hacer la versión inicial de software de Hadoop en 2004. Diseñó y organizó el sistema de almacenamiento de Hadoop y los cluster de análisis en Yahoo! antes de unirse a Cloudera en 2009.
El director de operaciones era Kirk Dunn.
En marzo del 2009 Cloudera anunció la disponibilidad de la distribución Cloudera que incluía Apache Hadoop además de una inversión de 5 millones de dólares por Accel Partners. En 2011, la compañía obtuvo otros 40 millones de dólares más de Ignition Partners, Accel Partners, Greylock Partners, Meritech Capital Partners, and In-Q-Tel, una firma de venture capital que cuenta con conexiones en la CIA.
En junio de 2013 Tom Reilly se convirtió en director ejecutivo, aunque Olson seguía siendo presidente de la empresa y director estratégico. Reilly fue director ejecutivo en ArcSight cuando fue comprada por Hewlett-Packard en 2010. En marzo del 2014 Cloudera anuncia una demanda de inversión de 900 millones, liderada por Intel Capital ($740 millones), con fondos adicionales de T Rowe Price, Google Ventures y otros.

La sede de Cloudera esta en Palo Alto, California.

## Productos y servicios
Cloudera ofrece software, servicios y soporte en 3 paquetes:
- Cloudera Enterprise incluye CDH (Cloudera Distribution Hadoop) y una licencia de subscripción anual (por nodo) a Cloudera Manager y soporte técnico. Hay 3 modos: Basic, Flex y Data Hub.
- Cloudera Express incluye CDH y una versión de Cloudera Manager sin características de negocio como actualizaciones periódicas y recuperación de fallos y copias de seguridad.
- CDH se puede descargar de la página de Cloudera, pero sin soporte técnico ni el Cloudera Manager.

Todas las versiones se pueden bajar de la página de Cloudera.
CDH contiene el núcleo, los principales elementos de Hadoop que proporcionan un procesado de datos fiable y escalable (básicamente MapReduce y HDFS), así como otros componentes específicos para empresas que aportan seguridad, alta disponibilidad e integración con hardware y otros software.
En octubre de 2012 Cloudera anuncio el proyecto Cloudera Impala, un motor open source distribuido para Apache Hadoop.

## Premios
- En abril del 2010, el director científico Jeff Hammerbacher fue nombrado el "Mejor joven técnico emprendedor" por Bloomberg BusinessWeek.[15]
- En junio de 2012, Morgan Stanley otorgó a la empresa el premio "CTO Award for Innovation".[16]
- En agosto de 2012, CRN nombró a Cloudera entre las "25 mejores empresas en crecimiento en 2012".[17]